# Magnetkopf
Als Magnetkopf wird ein Bauteil bezeichnet, das dem Beschreiben, Lesen und/oder Löschen magnetischer Speichermedien/Datenträger dient.
Ein Magnetkopf besteht aus einer Spule und einem Kern.

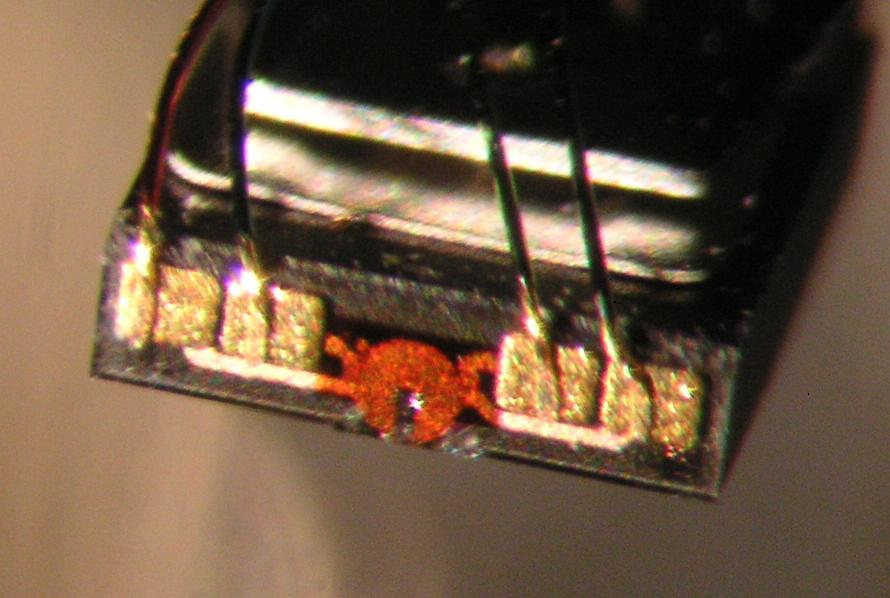
Nahaufnahme eines Magnetkopfes aus einer Festplatte. Zentrisch die Spule und der nach unten zum magnetischen Medium gerichtete Luftspalt.

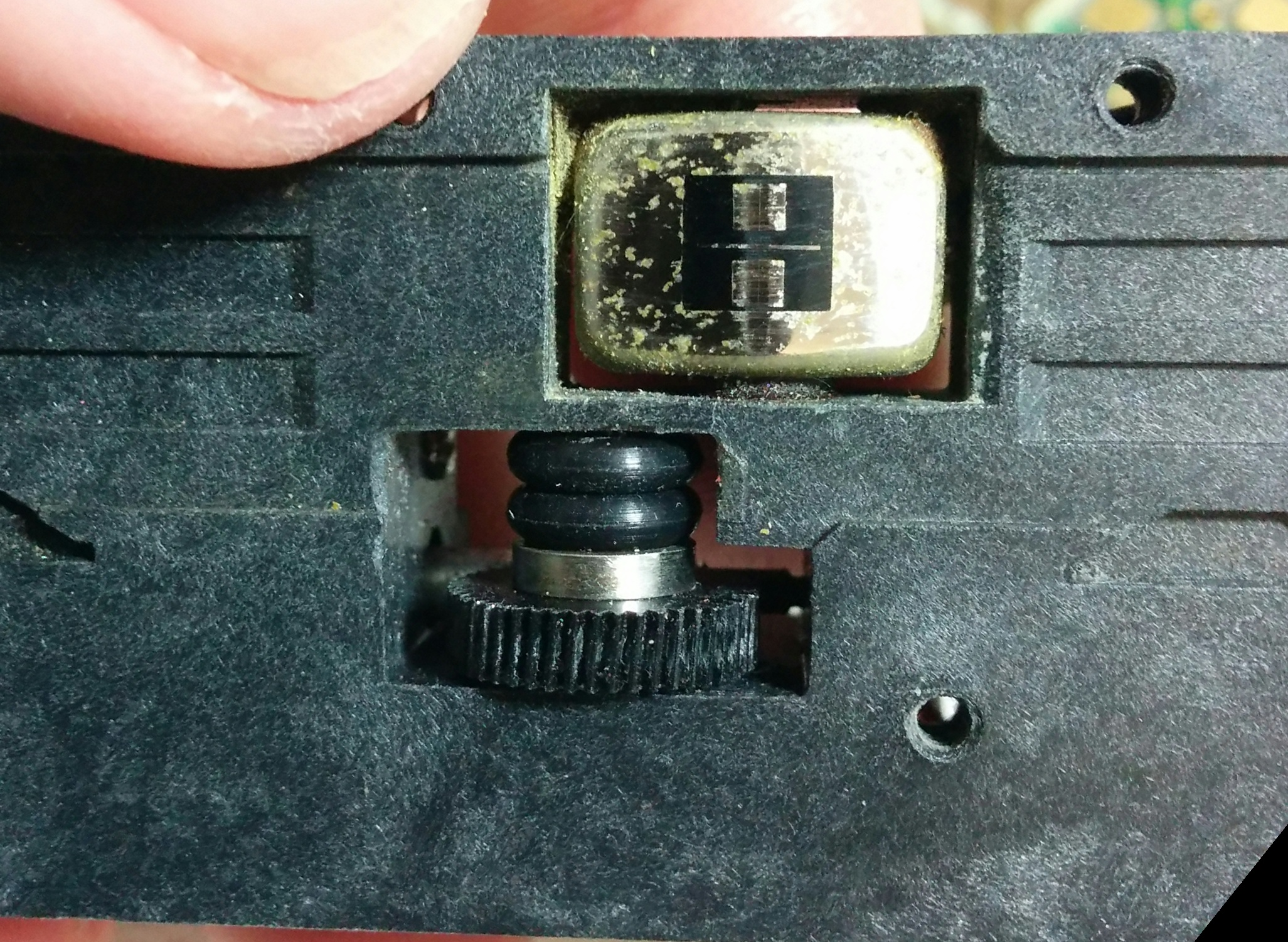
Magnetkopf des Magnetkartenlesers eines programmierbaren Taschenrechners HP-67 von 1976. Unten die Andruckrollen und das Antriebszahnrad.

Beim Beschreiben des Speichermediums (z. B. Tonband, Videoband, Festplatte) arbeitet der Magnetkopf als Elektromagnet und magnetisiert das hartmagnetische Schichtmaterial (kleinkörnige Teile) im Rhythmus der Information. Beim Lesen (Bewegen des Mediums relativ zum Kopf) bewirkt diese Magnetisierung ihrerseits die Induktion einer kleinen Spannung in der Spule.
Zum Löschen wird bei analogen Medien (Tonband, Videoband) ein separater Löschkopf verwendet, der nur der Erzeugung eines hochfrequenten Wechselfeldes dient, das die Magnetschicht des Mediums entmagnetisiert. Festplatten ihrerseits besitzen keinen Löschkopf, die Löschung erfolgt hier durch Überschreiben der zu löschenden Daten mit neuen Daten.
Schreib- und Leseköpfe für die analoge Tonaufzeichnung (Tonköpfe) bestehen aus einem geblechten hochpermeablen, mit Kupferlackdraht bewickelten Ringkern, der an einer Stelle eine Verjüngung und einen Spalt hat. Löschköpfe sowie die Magnetköpfe von Videorecordern, Festplatten und Disketten-Laufwerken bestehen dagegen aus Ferritkeramik.